# Trinity (album)
 For alternative betydninger, se Trinity. (Se også artikler, som begynder med Trinity)
Trinity er et opsamlingsalbum af det britiske death/doom metal-band My Dying Bride, som blev udgivet i 1995. Albummet kombinerer de tre ep'er Symphonaire Infernus et Spera Empyrium, The Thrash of Naked Limbs og I Am the Bloody Earth. I 2004 blev Trinity genudgivet med to ekstra spor taget fra deres første demo Towards the Sinister.

## Sporliste
1. "Symphonaire Infernus Et Spera Empyrium"  – 11:38
2. "God Is Alone"  – 4:50
3. "De Sade Soliloquay" [syg]  – 3:42
4. "The Thrash of Naked Limbs"  – 6:11
5. "Le Cerf Malade"  – 6:28
6. "Gather Me up Forever"  – 5:18
7. "I Am the Bloody Earth"  – 6:36
8. "The Sexuality of Bereavement"  – 8:04
9. "The Crown of Sympathy" (Remix)  – 11:10
10. "Vast Choirs [Spor på genudgivelse]"  – 7:37
11. "Catching Feathers [Spor på genudgivelse]"  – 3:44